# Калао-пенелопидесы
Калао-пенелопидесы (лат. Penelopides) — род птиц из семейства птиц-носорогов (Bucerotidae), обитающих в лесах Филиппин.

## Описание
Относительно небольшие, преимущественно плодоядные птицы. Для них характерна ребристая пластинчатая роговая структура оснований надклювья и подклювья. Все виды обладают половым диморфизмом: самцы беловато-охристые с чёрным, в то время как самки всех видов, кроме миндорского Penelopides mindorensis, в основном, чёрного цвета.

## Классификация
Традиционно признавалось существование только одного филиппинского вида Penelopides panini. Но после обзора 1995 года было рекомендовано разделить его на четыре аллопатрических вида. Большинство специалистов приняло это разделение, а позднее выл выделен пятый вид, P. samarensis.
На ноябрь 2024 года в род включают 5 видов:
- Penelopides affinis Tweeddale, 1877
- Penelopides manillae (Boddaert, 1783)
- Penelopides mindorensis Steere, 1890
- Penelopides panini (Boddaert, 1783) — Рыжехвостый калао-пенелопидес
- Penelopides samarensis Steere, 1890

Вид калао-пенелопидес Темминка, обитающий на острове Сулавеси, перенесён в род Rhabdotorrhinus — Rhabdotorrhinus exarhatus (Temminck, 1823).